# Gjoko Zajkov
Gjoko Zajkov (makedonska: Ѓоко Зајков), född 10 februari 1995, är en makedonsk fotbollsspelare som spelar för Slavia Sofia, på lån från Vorskla Poltava. Han representerar även Nordmakedoniens landslag.